# Oulad Fennane
Oulad Fennane  (in arabo أولاد فنان‎?) è un centro abitato e comune rurale del Marocco situato nella provincia di Khouribga, regione di Béni Mellal-Khénifra. Conta una popolazione di 7 575 abitanti (censimento 2014).